# Teorema de Larmor
O teorema de Larmor, enunciado por Joseph Larmor, afirma que:
Sempre que temos uma partícula carregada em uma órbita limitada numa região finita do espaço em que atua um campo de forças centrais, a adição de um campo magnético fraco produz um movimento de precessão sobreposto ao movimento inicial da partícula carregada (B = 0).

## Demonstração
Demonstra-se o teorema de Larmor considerando-se a descrição do movimento de uma partícula carregada em um campo central e um campo magnético em relação a um sistema de coordenadas que gira a uma velocidade angular constante. As fórmulas para a velocidade e aceleração num sistema em rotação levam a
{\displaystyle \mathbf {v} =\mathbf {v'} +{\boldsymbol {\omega }}\times \mathbf {r} }
{\displaystyle \mathbf {a} =\mathbf {a'} +2{\boldsymbol {\omega }}\times \mathbf {v'} +{\boldsymbol {\omega }}\times ({\boldsymbol {\omega }}\times \mathbf {r} )},
onde v e a são, respectivamente, a velocidade e a aceleração da partícula em relação ao sistema de coordenadas em rotação (grandezas vetoriais) e o x refere-se ao produto vetorial ou externo. Fazendo algumas manipulações algébricas, chega-se a
{\displaystyle m\mathbf {a'} =f(\mathbf {r} )e\mathbf {r} -{\frac {e^{2}}{4m}}(\mathbf {B} \times \mathbf {r} )\times \mathbf {B} }.
Em campos magnéticos fracos, o termo B² é desprezível; assim, temos a equação aproximada do movimento:
{\displaystyle m\mathbf {a} =f(\mathbf {r} )e\mathbf {r} }
Assim, numa primeira aproximação, o movimento de uma partícula na presença de um campo magnético tem a mesma órbita que sem o campo magnético, mas com uma precessão a uma velocidade angular -wLk.
Nota: wL é a freqüência angular de Larmor, r é o vetor unitário que representa a direção radial utilizada em coordenadas cilíndricas, esféricas e outras, e é a carga da partícula, e k é o vetor unitário na direção do eixo z.